# 塚原古墳群 (多摩市)
塚原古墳群（つかっぱらこふんぐん）は、東京都多摩市和田にある古墳時代後期（6世紀中頃から7世紀中頃）の古墳群である。多くの副葬品が出土している。

## 概要
古墳時代後期の古墳群で、現在10基の古墳が確認されている。現在、1号墳以外は墳丘は残っておらず、調査は石室、周溝の発掘調査となっている。埋葬者は不明である。
全てが横穴式石室による円墳と推測されるが、石室が確認されているのは4号墳、5号墳、6号墳、9号墳の4基のみである。その全てが地面を掘り下げて川原石を積み上げて造られた石室である。
発掘調査時には既に畑として利用されていたため、石室の石などは取り除かれていた箇所も見られた。
江戸時代後期の『新編武蔵風土記稿』には「古墳が元禄の頃には40～50基あったが、14、5基に減少した」とされている。周辺はほとんどが未調査の区域であるため、今後の調査で古墳数はさらに増えると考えられている。しかし、この地区は現在住宅が多く建てられており、今後の調査には影響が出ると思われる。
周辺には稲荷塚古墳、臼井塚古墳、庚申塚古墳、大栗川対岸には中和田横穴墓群や日野市万蔵院台古墳群があるが、古墳以外に古墳時代の住居跡や土器なども多数検出されている。都内でも有数の古墳群の1つである。
多摩センター駅にあるパルテノン多摩の歴史ミュージアムでは塚原古墳群のパネルによる紹介と、主に5号墳から出土した実物の鉄鏃、刀子、金環、須恵器、土師器や大刀の復元モデルなどが展示されている。

## 各古墳の発掘状況

### 1号墳
直径9メートル、高さ2メートルの円墳である。10基の中で最も保存状態が良く墳丘が残っている唯一の古墳である。現在、未調査。羨道の門柱石と思われる石材が露出している。

### 2号墳
推定直径が約19メートルの墳丘と直径約25メートルの周溝を持つ円墳。築造時期は6世紀後半。中心の墓坑（墓穴）は未調査ではあるが追葬用と思われる土坑が2基ある。周溝内から6世紀後半の土師器甕が出土した。

### 3号墳
推定直径が約10メートルの墳丘を持つ円墳。東側は二重周溝となっている。築造時期は6世紀中頃。

### 4号墳
推定直径が約14メートルの墳丘を持つ円墳。築造時期は7世紀前半。川原石を用いた半地下式の横穴式石室である（胴張り単室）。石室の両側壁は長さ30～40センチメートル、奥壁は長さ60センチメートル前後の石で築造されており高さは1メートルほどまである。1963年（昭和38年）に発掘調査が行われ、その際副葬品として大刀3本、鉄鏃数十本、刀子、金属製耳飾り、青銅製釧一対、碧玉製勾玉・管玉・丸玉、ガラス製小玉などが出土している。その副葬品は現在玉川大学に所蔵されている。

### 5号墳
推定直径が約14メートルの墳丘を持つ円墳。築造時期は6世紀第4四半期（575年-600年）。川原石を用いた羨道と玄室がある横穴式石室である（無袖式長方形単室）。副葬品として玄室内から大刀3本、短刀1本、刀子4本、鉄鏃約70本、石室周辺から土師器碗1点、須恵器坏1点・高坏5点・蓋3点・横瓶1点・短頸壺1点・甕12点などが出土している。

### 6号墳
推定直径が約18メートルの墳丘を持つ円墳。築造時期は7世紀前半。胴張複室構造をもつ横穴式石室で地下に掘り込んである。石室の床には小円礫が敷き詰められている。副葬品として鉄製直刀が1本、鉄製刀子1本、金銅製耳環2点が出土している。耳環には赤色顔料が付着していた。

### 7号墳
石室の残骸のみが検出されており墳丘や周溝は確認されていない。

### 8号墳
推定直径が約14メートルの墳丘を持つ円墳と思われる。築造時期は6世紀第4四半期（575年-600年）。周溝の一部が確認されている。須恵器模倣坏が出土している。

### 9号墳
石室（片袖式単室）のみが検出されており墳丘や周溝は確認されていない。築造時期は7世紀中頃。

### 10号墳
推定直径が約18メートルの墳丘を持つ円墳と思われる。周溝の一部（約6分の1）が確認されている。